# NGC 5380
NGC 5380 (również PGC 49605 lub UGC 8870) – galaktyka eliptyczna (E-S0), znajdująca się w gwiazdozbiorze Psów Gończych. Odkrył ją William Herschel 16 maja 1787 roku.